# Spirit in the Sky
„Spirit in the Sky“ je píseň amerického zpěváka Normana Greenbauma. Pochází ze stejnojmenného alba, jež vyšlo roku 1969. Rovněž vyšla jako singl. Ten se umístil na třetí příčce hitparády Billboard Hot 100 a za prodejnost se stal zlatým. Časopis Rolling Stone zařadl píseň na 333. místo žebříčku 500 nejlepších písní všech dob. Coververze písně nahráli například hudebníci William Shatner a Gareth Gates či skupiny The Kentucky Headhunters a Doctor and the Medics.